# جوار الحشيش
جوار الحشيش هي إحدى القرى اللبنانية من قرى قضاء الهرمل في محافظة بعلبك الهرمل.
تبلغ مساحتها نحو 7,000 هكتار (70 كم مربع) ولا توجد بها مستشفيات.